# Estat d'Ondo
L'Estat de Ondo és un dels trenta-sis estats pertanyents a la República Federal de Nigèria. La seva capital és Akure. Té una superfície de 14.606 quilòmetres quadrats i limita al nord amb els estats d'Ekiti, Osun i Kogi, a l'est amb els estats Edo i Delta, al sud amb l'oceà Atlàntic i a l'oest amb l'estat d'Ogun.

## Població
La població s'eleva a la xifra de 4.137.056 persones (dades del cens de l'any 2006). La densitat poblacional d'aquesta divisió administrativa és de 283,2 habitants per quilòmetre quadrat.
La població està composta en la seva majoria per membres de l'ètnia ioruba, representada pels subgrups akok, akure, ikaria, ilaje, ondo i owo. Els ijaw solament representen una minoria, principalment establerts a les zones costaneres. La llengua majoritària és el ioruba, amb varietats dialectals; la religió majoritària és el cristianisme.

## Educació
L'estat té el major nombre d'escoles públiques en tota Nigèria: 1070.

## Història
L'estat es va crear el 3 de febrer de 1976 quan es va dividir l'antic estat Occidental (es van formar els estats d'Ondo, Ogun i Oyo). El 1996 es va segregar l'àrea que va formar l'estat d'Ekiti.

## Administració
Es subdivideix internament en un total de divuit Àrees de Govern Local:
| - Akok-South-East - Akoko-North-East - Akoko-North-West - Akoko-South-West - Akure-North - Akure-South - Aquest-Odo - Idanre - Ifedore | - Ilaje - Ile-Oluji-Okeigbo - Irele - Odigbo - Okitipupa - Ondo-East - Ondo-West - Ose - Owo |